# Flughafen Capitán de Corbeta Carlos A. Curbelo

i7
i11
i13
Der Capitán de Corbeta Carlos A. Curbelo International Airport (IATA-Code: PDP, ICAO-Code: SULS) ist ein internationaler Flughafen in Uruguay in der Nähe der Städte Maldonado und Punta del Este im Departamento Maldonado.

## Geschichte und Ausstattung
Der Flughafen wurde am 19. Dezember 1997 nach einem Umbau wiedereröffnet. Das vom Consorcio Aeropuertos Internacionales SA überwiegend mit finanziellen Mitteln uruguayischer und argentinischer Investoren verwirklichte Projekt verfügt über ein von Carlos Ott gestaltetes Flughafengebäude. Die Konstruktionsweise ist darauf ausgerichtet, in der die ersten beiden Kalendermonate umfassenden Hauptsaison 2000 Passagiere pro Tag abwickeln zu können. Das Flughafengebäude besteht aus einer weiß lackierten, komplett verglasten Metallkonstruktion. Der Gebäudekomplex beherbergt eine Einkaufsgalerie mit 25 Geschäften, eine Bäckerei und ein Restaurant. 600 Parkplätze stehen zur Verfügung. Das dreigeschossige Flughafen-Terminal umfasst insgesamt eine Grundfläche von 13.000 m².
Der Flughafen ist mit einer in annähernd Ost-West-Ausrichtung 2133 Meter langen und 45 Meter breiten sowie einer kreuzenden, zweiten in Nord-Süd-Ausrichtung mit 1600 Meter und 38 Meter breiten Start- und Landebahn ausgestattet. Die infrastrukturelle und technische Flughafenausstattung ermöglicht die gleichzeitige Nutzung durch fünf Flugzeuge der Größe einer Boeing 737.

## Fluggesellschaften und Flugziele
| Fluggesellschaft      | Ziele                               |
| --------------------- | ----------------------------------- |
| Aerolíneas Argentinas | Buenos Aires                        |
| Azul Linhas Aéreas    | Porto Alegre, São Paulo             |
| Flybondi              | Buenos Aires (nur Hauptsaison)      |
| LATAM Airlines        | Santiago de Chile (nur Hauptsaison) |
| Paranair              | Asunción (nur Hauptsaison)          |